# Synaptophyllum juttae
Synaptophyllum juttae là một loài thực vật có hoa trong họ Phiên hạnh. Loài này được (Dinter & A. Berger) N.E. Br. miêu tả khoa học đầu tiên năm 1928.